# SageMath
SageMath (kurz Sage) ist eine freie Software zur Lösung mathematischer Probleme. Sage ist für Linux und macOS verfügbar. Binaries für Windows waren zeitweise seit August 2017 verfügbar, wurden aber wieder eingestellt (discontinued). Für alle anderen Systeme wird ein spezielles VirtualBox-Image inklusive Fedora-Linux-Unterbau bereitgestellt. Dieses ermöglicht, SageMath unter jedem System auszuführen, auf dem VirtualBox läuft, insbesondere Windows. Die erste Version wurde 2005 von William A. Stein, einem Mathematiker an der University of Washington, veröffentlicht; ursprünglich unter dem Namen SAGE als Abkürzung für Software for Algebra and Geometry Experimentation.
Sage vereint die Stärken vieler häufig hochspezialisierter Computeralgebrasysteme und numerischer Bibliotheken, die mit Sage ausgeliefert werden, indem es einheitliche Schnittstellen zu diesen zur Verfügung stellt. Einige der wichtigsten sind in der nachfolgenden Tabelle aufgelistet.
| Algebra         | Singular, PolyBoRi |
| Analysis        | Maxima, SymPy      |
| Zahlentheorie   | PARI/GP, NTL       |
| Numerik         | NumPy, SciPy       |
| Statistik       | R                  |
| Lineare Algebra | LinBox, LAPACK     |
| Graphentheorie  | NetworkX           |
| Gruppentheorie  | GAP                |

Außerdem stehen Schnittstellen zu proprietärer Mathematiksoftware, wie Mathematica oder Maple, zur Verfügung. Sage bietet aber auch eigene Funktionalität, so zum Beispiel eine Implementierung von Modulformen.
Sage kann auf unterschiedliche Arten genutzt werden:
- durch eine interaktive, auf IPython basierende Konsole
- eine grafische Benutzeroberfläche, die im Webbrowser ausgeführt wird. Hiermit können „Worksheets“, vergleichbar mit denen von Maple, erstellt und bearbeitet werden. Diese können auch in LaTeX eingebunden werden.
- durch das Schreiben von Programmen in Sage
- durch das Schreiben von Python-Skripten, die Sage-Bibliotheken verwenden

Die Software wurde 2007 bei dem weltweiten Wettbewerb Les Trophées du Libre für Open-Source-Software mit dem ersten Preis in der Kategorie Logiciels scientifiques (wissenschaftliche Software) sowie 2013 mit dem SIGSAM Jenks Prize der ACM ausgezeichnet.